# Miklós Kállay
Miklós Kállay von Nagykálló [ˈmikloːʃ ˈkaːlːɒi] (* 23. Januar 1887 in Nyíregyháza, Ungarn; † 14. Januar 1967 in New York) war ein ungarischer Politiker, der als Premierminister erfolglos versuchte, Ungarn aus dem Bündnis mit Deutschland zu lösen.

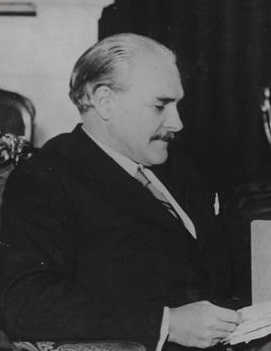
Miklós Kállay (1942)

## Leben
Miklós Kállay von Nagykálló entstammte einer alten und einflussreichen Familie des ungarischen Landadels. Von 1921 bis 1929 in der Kommunalpolitik tätig und von 1929 bis 1931 im Wirtschaftsministerium. Von 1932 bis 1935 war er Landwirtschaftsminister. Wegen Meinungsverschiedenheiten mit Premierminister Gyula Gömbös trat er zurück und hielt sich bis 1942 aus der aktiven Politik fern. 1942 wurde er von Reichsverweser Miklós Horthy gebeten, eine Regierung zu bilden. Er sollte die Politik László Bárdossys, der das Land in eine gefährliche Abhängigkeit von Deutschland gebracht hatte, revidieren. Seine Memoiren Hungarian Premier; A Personal Account of a Nation’s Struggle in the Second World War erschienen 1954.

## Premierminister
Kállay war Premierminister vom 9. März 1942 bis zum 19. März 1944 und bis 1943 zugleich auch Außenminister. Er versuchte die ungarischen Juden, die Presse und die Parteien der Linken zu schützen. Die Lage der in Ungarn verbliebenen Zwangsarbeiter verbesserte sich nach seinem Amtsantritt. Kállay forderte zwar im April 1942 die „Umsiedlung“ von 800.000 Juden als „Endlösung der Judenfrage“, um Hitler damit entgegenzukommen, betonte jedoch, dass dies erst nach dem Kriegsende ausgeführt werden könne. In Übereinstimmung mit Miklós Horthy vermied Kállay drastische Schritte und widerstand dem Druck der deutschen Regierung. Diese war mit Kállays halbherzigen Maßnahmen unzufrieden und verstärkte ab Oktober 1942 den Druck auf Ungarn, um durch gesetzgeberische Maßnahmen die völlige Entfernung der jüdischen Bevölkerung aus dem wirtschaftlichen und kulturellen Leben, das Tragen des Judensterns und schließlich die Deportation in die Vernichtungslager zu erreichen.
Kállay verfolgte eine Politik einer friedlichen Annäherung an die Westmächte während des Kriegs gegen die Sowjetunion. Hitler verlangte erstmals Anfang 1943, dass Kàllay abgesetzt würde. Dieser versuchte erfolglos, den Bündniswechsel zu verwirklichen.

## Flucht und Exil
Nachdem Deutschland im März 1944 im „Unternehmen Margarethe“ Ungarn besetzt hatte, suchte Kállay am 19. März 1944 in der Türkischen Gesandtschaft Budapest Zuflucht. Dort blieb er bis zu seiner Verhaftung am 19. November 1944. Er wurde in das Konzentrationslager Dachau, später nach Mauthausen verbracht. Kállay gehörte zu über 140 Sonder- und Sippenhäftlingen, die nach Südtirol verschleppt und dort in Niederdorf am 4. Mai 1945 befreit wurden. Nach der Befreiung blieb er im Exil und ging 1951 in die USA.